# NGC 2981
NGC 2981 ist eine Balken-Spiralgalaxie vom Hubble-Typ SBbc im Sternbild Löwe auf der Ekliptik. Sie ist schätzungsweise 462 Millionen Lichtjahre von der Milchstraße entfernt und hat einen Durchmesser von etwa 160.000 Lj.

Im selben Himmelsareal befinden sich u. a. die Galaxien NGC 2964, NGC 2968, NGC 2970.
Das Objekt wurde am 27. März 1886 von dem österreichischen Astronomen Samuel Oppenheim entdeckt.